# Tragacantha tabriziana
Tragacantha tabriziana là một loài thực vật có hoa trong họ Đậu. Loài này được (Buhse) Kuntze miêu tả khoa học đầu tiên năm 1891.